# Michel Vannier
Pour les articles homonymes, voir Vannier.
Pas d'image ? Cliquez ici

a Compétitions nationales et continentales officielles uniquement.

b Matchs officiels uniquement.
Michel Vannier (dit Brin d'Osier), né le 21 juillet 1931 à Étain et décédé le 28 juin 1991 à Fragnes en Saône-et-Loire, est un joueur français de rugby à XV évoluant au poste d'arrière.
Totalisé 43 capes en équipe de France, il évolue notamment dans les clubs du Racing Club de France et du RC Chalon.

## Biographie
Ses tout débuts se firent au sein du SA Verdun, puis il joua au Racing Club de France.
En équipe de France, il est considéré comme le meilleur joueur du monde à son poste de prédilection en 1957 et 1958 (meilleur réalisateur du Tournoi des Cinq Nations cette année-là), et est alors l'un des très rares joueurs originaires de la moitié nord de la France à s'être imposé en équipe de France. 
En 1958, il fait partie de la première tournée de l'équipe de France en Afrique du Sud. Lors du troisième match, disputé à Springs face à l'équipe rassemblant les provinces du Transvaal de l'Est, du Natal et de Transvaal et remporté par les Français, il fut grièvement blessé par Twegge. Ses deux ligaments croisés rompus et l'articulation luxée, il fut transporté à Johannesburg. On pensa même un temps à l'amputer localement, mais le chirurgien Jimmy Craig accomplit alors des prodiges de soins, et Vannier après une rééducation des plus dures réussit même à reprendre sa place héroïquement en équipe de France le 9 janvier 1960 face à l'Écosse. 
Sa blessure l'empêcha d'être champion de France en 1959, aux côtés de Michel Crauste et François Moncla.
En 1961, il rejoint le RC Chalon.
Il meurt en juin 1991 d'une crise cardiaque, à l'aube de sa 60e année.
En 2011, la tribune du stade Léo-Lagrange de Chalon-sur-Saône est nommée tribune Michel-Vannier en son honneur.

## Palmarès
- Vainqueur du Tournoi des Cinq Nations en 1954 (ex æquo), 1955 (ex æquo), 1960 (ex æquo) et 1961 (il participa également aux éditions de 1953, 1956, 1957 et 1958)
- Meilleur réalisateur de l'équipe de France avec 188 points jusqu'à l'avènement de Jean-Pierre Romeu en 1977
- Lauréat du Concours du meilleur jeune joueur, en 1949 et 1950
- Finaliste du championnat de France en 1957, avec le Racing

## Statistiques en équipe nationale
- 43 sélections en équipe de France, de 1953 à 1961
- Tournées en Argentine en 1954 et 1960, en Afrique du Sud en 1958, et en Nouvelle-Zélande et en Australie en 1961